# Liste der Kulturdenkmäler in Offheim
Die folgende Liste enthält die in der Denkmaltopographie ausgewiesenen Kulturdenkmäler auf dem Gebiet des Ortsteils Offheim der  Stadt Limburg an der Lahn, Landkreis Limburg-Weilburg, Hessen.
Hinweis: Die Reihenfolge der Denkmäler in dieser Liste orientiert sich an der Anschrift, alternativ ist sie auch nach der Bezeichnung, der vom Landesamt für Denkmalpflege vergebenen Nummer oder der Bauzeit sortierbar.
Kulturdenkmäler werden fortlaufend im Denkmalverzeichnis des Landes Hessen durch das Landesamt für Denkmalpflege Hessen auf Basis des Hessischen Denkmalschutzgesetzes (HDSchG) geführt. Die Schutzwürdigkeit eines Kulturdenkmals hängt nicht von der Eintragung in das Denkmalverzeichnis des Landes Hessen oder der Veröffentlichung in der Denkmaltopographie ab.

| Bild                                            | Bezeichnung                                             | Lage                                               | Beschreibung | Bauzeit       | Objekt-Nr. |
| ----------------------------------------------- | ------------------------------------------------------- | -------------------------------------------------- | --- | ------------- | ---------- |
| Fachwerkhaus                                    | Fachwerkhaus                                            | Backhausstraße 3 LageFlur: 2, Flurstück: 116/3     | Wohnhaus eines ehemaligen Dreiseithofs. Die im hinteren Teil gelegene große Fachwerkscheune sowie der verbindende Stall wurden im Zuge einer Erneuerungsmaßnahme in den 1990er Jahren durch einfache Neubauten ersetzt. | 1725 bis 1775 | 52920 DDB  |
| Dreiseithof mit Fachwerkhaus                    | Dreiseithof mit Fachwerkhaus                            | Backhausstraße 6 LageFlur: 1, Flurstück: 91        | ältestes datiertes Wohnhaus in Offheim (der Überlieferung nach 1615 erbaut). Vollständig erhaltenes Beispiel für einen Dreiseithof der frühen Neuzeit mit zahlreichen Nebengebäuden in Fachwerkbauweise. Das dem Wohnhaus gegenüberliegende Wirtschaftsgebäude beherbergte früher wohl eine Schmiede. | 1615          | 52921 DDB  |
| Fachwerkhaus                                    | Fachwerkhaus                                            | Backhausstraße 12 LageFlur: 1, Flurstück: 88/1     | großes traufständiges Fachwerkhaus mit Freitreppe zur Hofseite. Im Obergeschoss eingestellte Ecksäulen mit korinthisierenden Kapitellen. Neues Wirtschaftsgebäude auf dem Grundstück lehnt sich in Form und Größe an die niedergelegte Scheune des Gehöfts an. |               | 52922 DDB  |
| Fachwerkhaus                                    | Fachwerkhaus                                            | Backhausstraße 26 LageFlur: 1, Flurstück: 80/4     | Fachwerkwohnhaus eines ehemaligen Gehöfts. Erdgeschoss in Massivbauweise erneuert. Das östlich anschließende niedrige Stallgebäude wurde bei der letzten Sanierung durch einen massiven Anbau in angleichender Kubatur ersetzt. | 1745 bis 1755 | 52923 DDB  |
| weitere Bilder                                  | Gesamtanlage Offheim                                    | Gesamtanlage Offheim Lage                          | großer Teil des historischen Ortskerns (umfasst die Straßen Backhausstraße, Obergasse, Untergasse, Hintergasse und Weidestraße) |               | 52919 DDB  |
| Dreiseithof mit Fachwerkhaus                    | Dreiseithof mit Fachwerkhaus                            | Hintergasse 4 LageFlur: 2, Flurstück: 209          | 1690 (i) erbaut. Die kunstvolle historische Verschieferung des straßenseitigen Giebels wurde bei der letzten Erneuerung in den 2010er Jahren leider durch eine einfachere Ausführung ersetzt. Die Inschrift über auf dem Sturz der Eingangstür lautet "ANO 1690 BAVET:MICH:IOHANES:WEIM / ER:VND:SEINE:EHLICH:HAUS:FRAUV". | 1690          | 52924 DDB  |
| Hofreite mit Fachwerkhaus und Bruchsteinscheune | Hofreite mit Fachwerkhaus und Bruchsteinscheune         | Hintergasse 7 LageFlur: 1, Flurstück: 246/1        | 1715 (d) erbaut | 1715          | 52925 DDB  |
| Feldkreuz                                       | Feldkreuz                                               | Im Sebastianus LageFlur: 9, Flurstück: 11          | Spätbarockes Wegkreuz aus Kalkmarmor. Hoher Standsockel, unten in Voluten übergehend mit Inschrift: „Stehe still o Wandersmann wie ich an den Creutz da hang. Dises zwar ganz nackent und blos um dich zu bringen in meines Vaters Schos. Wer dises liset vergesse nicht von dannen zu gehen eh er spricht ein Vater unser damit sich Gott erbarme uns er spricht auch Gott geb ihn die Ruh und auch das ewige Licht dar zu. Zur Ehr Gottes und des bittern Leiden Jesu Christi haben dieses Creutz aufrichten lasen der Wohlachtbare Man Jakob Sehr Heimburger und Margarete seine Hausfrau zu Ofheim und dann auch Johannes Schlitt und Anna Maria Eheleuth von Niederdiefenbach. Anno Domini 1772“. Sockel zur Vorderseite hin mit halbrunder Konsole, darüber leicht profilierte Standplatte, auf dem das hohe Kreuz mit leicht ausladenden Kreuzarmen aufsitzt. Verhältnismäßig kleiner Korpus mit zur Seite geneigtem Kopf im Dreinageltypus mit schmalem Lendentuch. | 1772          | 52926 DDB  |
| weitere Bilder                                  | Katholische Kapelle St. Rochus                          | Kapellenstraße LageFlur: 19, Flurstück: 24/1       | neoromanischer Zentralbau in oktogonaler Form von 1903, der einen Vorgängerbau des 17. Jahrhunderts ersetzt. | 1903          | 52928 DDB  |
| Fachwerkhaus                                    | Fachwerkhaus                                            | Obergasse 12 LageFlur: 2, Flurstück: 90            | 1666 erbaut | 1666          | 52930 DDB  |
| Fachwerkhaus                                    | Fachwerkhaus                                            | Obergasse 13 LageFlur: 2, Flurstück: 79/2          | 1712 (i) erbaut. Das Erdgeschoss wurde überwiegend massiv erneuert. Die Inschrift auf dem Sturz der Eingangstür lautet: "ANO 17XII: IOHAN:IACOB:SCHMID / VND:SEIN:ELIGE:HAVS:FRAUV:MARI / DIFEN:BACHIN: BAVEN:MICH GOT / BEWAR:MICH:VOR:FEVERYNDBRAN" | 1712          | 52931 DDB  |
| Gedenkstein                                     | Gedenkstein                                             | Oberm Ahlbacher Weg LageFlur: 14, Flurstück: 277/1 | Segmentbogenförmiger Gedenkstein mit leicht hervorgehobener Rahmenleiste. Darauf schwarze Tafel mit Inschrift unter eingraviertem Kreuz: "ANNO 1760 DEN 3. FEB IST PHILIPPUS MAIEN EIN FUHRMAN VON AHRBACH AUS DEM STAMBTBIT STEIN DESSEN HAUS GENAHNT KEPPEN ALLHIER TODT AUFGEFUNDEN WORDEN. R. I. P. HEIMBURGER - BGM" Ursprünglich wohl Standsockel für ein Steinkreuz. | 1760          | 52929 DDB  |
| weitere Bilder                                  | Katholische Pfarrkirche St. Servatius, Romanischer Turm | Untergasse LageFlur: 2, Flurstück: 118/5, 119/8    | Romanischer Turm aus dem 12. Jahrhundert. Heute steinsichtiges Mauerwerk mit breiten Ecklisenen in den oberen Stockwerken. Neoromanisches Westportal mit eingestellten Würfelkapitellsäulen und Archivolten mit mittigem Rundwulst. Im Tympanonfeld buntverglastes Kleeblattkreuzfenster. Türblätter mit romanisierenden C-Beschlägen verziert. Ursprünglicher Eingang im ersten Geschoss auf der Ostseite heute vermauert. In den beiden Zierobergeschossen ein bzw. zwei Biforenfenster mit Mittelsäulchen, teils in Kämpfer übergehend. Darüber jeweils ein Rundbogenfries zwischen den Lisenen. Auf der Nordseite auf mittlerer Höhe zwei Schartenfenster. Steil aufsteigender pyramidaler Turmhelm von Kreuz und Wetterhahn bekrönt. Stilistisch mit dem Südturm der ehem. Stiftskirche St. Lubentius in Dietkirchen zu vergleichen, der als architektonisches Vorbild des Kirchturms gelten kann.                                                                     | 1125 bis 1175 | 52927 DDB  |
| Kurtrierer Grenzstein                           | Kurtrierer Grenzstein                                   | Untergasse 5a LageFlur: 2, Flurstück: 231/6        | zeigt nach Süden hin das Wappen des Kurfürstentum Triers unter einem Kurhut und Jahreszahl 1690. Nach Norden hin Wappen des Herzogtum Nassau (Wetterseite, daher wesentlich schlechter erhalten). | 1690          | 52932 DDB  |
| Fachwerkhaus                                    | Fachwerkhaus                                            | Untergasse 13 LageFlur: 1, Flurstück: 238/1        | Komplett verputztes, aber unverändertes Fachwerkgefüge auf annähernd quadratischen Grundriss. | 1625 bis 1675 | 52933 DDB  |
| Katholisches Pfarrhaus                          | Katholisches Pfarrhaus                                  | Weidestraße 1 LageFlur: 2, Flurstück: 184/2        | 1888 vom Limburger Architekten Jakob Fachinger erbaut. Gotisierender Ziegelsteinbau mit auffallend steilem Satteldach und Mittelrisalit. Unter den Traufen Spitzbogenfries, an den Giebelseiten aufsteigender Treppenfries. Stockwerkteilendes Gesims aus verschiedenfarbigen Ziegeln gemauert. Wandflächen sind mit kunstvoll gefertigten Mauerankern geschmückt. Mittig im Giebelfeld des Risalits auf Konsole die Figur des Guten Hirten unter einem Baldachin aus Metall. Die ursprünglichen Fensterläden, der Dachaufbau mit Gauben und Kreuzblume und die schmiedeeiserne Einfriedung mit Törchen wurden bei einer Sanierung in den 1960er Jahren leider entfernt. | 1888          | 52934 DDB  |
| Fachwerkhaus                                    | Fachwerkhaus                                            | Weidestraße 4 LageFlur: 2, Flurstück: 288/65       | Traufständiges Wohnhaus des späten 18. Jahrhunderts mit später aufgetrempelten Dachgeschoss und mehreren späteren Anbauten nach Norden hin. Zum Gehöft gehört noch eine große Fachwerkscheune. | 1795 bis 1805 | 52935 DDB  |
| Fachwerkhaus                                    | Fachwerkhaus                                            | Weidestraße 7 LageFlur: 2, Flurstück: 316/134      | 1653 erbautes (gemäß Inschrift an der Fassade), giebelständiges Wohnhaus eines ehem. Gehöfts mit Scheune. Heute alleinstehend. | 1653          | 52936 DDB  |